# Walter Alfred Southey
Walter Alfred Southey (ur. 29 kwietnia 1897 w Londynie, zm. 17 kwietnia 1920 tamże) – brytyjski as myśliwski okresu I wojny światowej. Autor 20 zwycięstw powietrznych, w tym 5 balonów obserwacyjnych, należał do elitarnego grona Balloon Busters.
Walter Alfred Southey był synem Waltera i Emmy Southey. Do armii wstąpił na ochotnika w lutym 1916 roku. Od 5 sierpnia 1916 roku rozpoczął służbę w Royal Flying Corps i został mianowany podoficerem. Po przejściu szkolenia w Anglii od początku 1917 roku został przydzielony jako pilot do 48 eskadry RFC. W jednostce służył do kwietnia 1918 roku.
Po przeniesieniu w kwietniu do No. 84 Squadron RAF pierwsze zwycięstwo powietrzne odniósł 2 maja 1918 roku nad samolotem Albatros D.V. Do 1 sierpnia uzyskał tytuł asa myśliwskiego. Do końca wojny odniósł łącznie 20 potwierdzonych zwycięstw powietrznych. Był drugim po Andrew Beauchamp-Proctorze najbardziej skutecznym pilotem No. 84 Squadron RAF. Latał na samolocie S.E.5a.
W uznaniu zasług i sukcesów wojennych otrzymał m.in. dwukrotnie Distinguished Flying Cross.
Southey zginął tragicznie w wypadku 17 kwietnia 1920.